# Đại bàng săn rắn Madagascar
Đại bàng săn rắn Madagasca (tên khoa học Eutriorchis astur) là một loài chim săn mồi khá lớn (khối lượng 0,7-1,1 kg) trong họ Accipitridae. Đây là loài duy nhất thuộc chi Eutriorchis.